# Kulmination
En kulmination er et højdepunkt.
Inden for astronomien bruges ordet kulmination om det at et himmellegeme, typisk en stjerne, passerer den lokale meridian.
| Astronomi | Spire Denne artikel om astronomi er en spire som bør udbygges. Du er velkommen til at hjælpe Wikipedia ved at udvide den. |